# Montresta
Montresta (sardinski: Montrèsta) je grad i općina (comune) u pokrajini Oristanu u regiji Sardiniji, Italija. Nalazi se na nadmorskoj visini od 410 metara i ima 489 stanovnika.
 Prostire se na 31,16 km². Gustoća naseljenosti je 16 st/km².
Susjedne općine su: Bosa, Padria i Villanova Monteleone.